# Adàtom

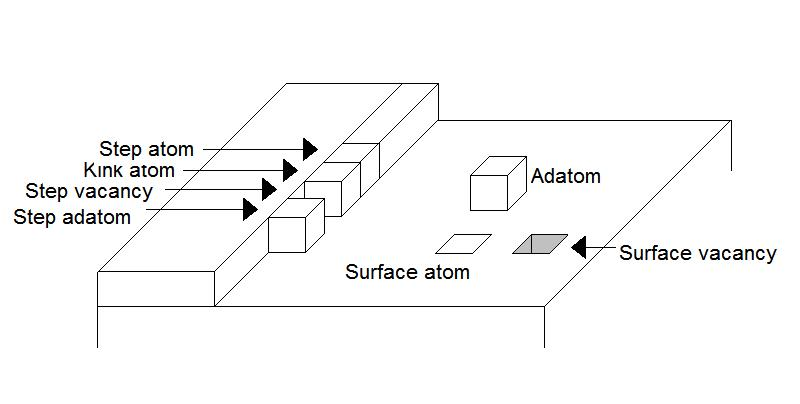
Adatom segons el model TLK.

Un adàtom és un àtom que es troba sobre una superfície cristal·lina i es pot considerar el contrari d'una superfície vacant. Aquest terme s'utilitza en la química superficial i l'epitaxia, quan es descriu àtoms individuals situats a les superfícies i la rugositat superficial. La paraula és un acrònim de "àtom adsorbit". Un únic àtom, un cúmul d'àtoms o una molècula o cúmul de molècules es pot referir amb el terme general "adpartícula". Aquest és sovint un estat termodinàmicament desfavorable. Tanmateix, casos com el grafè poden proporcionar contraexemples.

## Creixement d'adàtom

Animació del procés d'intercanvi atòmic que implica un adàtom en una xarxa de superfície quadrada. Adatom en rosa, àtom de superfície desplaçat en plata per a la visualització, àtoms superficials restants en blau. Preparat amb Microsoft Powerpoint 2007.

″Adatom″ és una paraula acrònim, abreviatura d'àtom adsorbit. Quan l'àtom arriba a una superfície cristal·lina, és adsorbit pel potencial periòdic del cristall, convertint-se així en un àtom. Els mínims d'aquest potencial formen una xarxa de llocs d'adsorció a la superfície. Hi ha diferents tipus de llocs d'adsorció. Cadascun d'aquests llocs correspon a una estructura diferent de la superfície. Hi ha cinc tipus diferents de llocs d'adsorció, que són: en una terrassa, on el lloc d'adsorció es troba a la part superior de la capa superficial que està creixent; a la vora del pas, que està al costat de la capa de creixement; a la torsió d'una capa en creixement; a la vora del pas d'una capa en creixement i a la capa superficial, on el lloc d'adsorció es troba dins de la capa inferior.
D'aquests tipus de llocs d'adsorció, els llocs de torsió tenen el paper més important en el creixement dels cristalls. La densitat de torsió és un factor important de la cinètica de creixement. La fixació d'un àtom al lloc de torsió, o l'eliminació de l'àtom de la torsió, no canvia l'energia de superfície lliure del cristall, ja que el nombre d'enllaços trencats no canvia. Això fa que el potencial químic d'un àtom al lloc de torsió és igual al del cristall, el que significa que el lloc de torsió és l'únic tipus de lloc d'adsorció on un àtom es converteix en part del cristall.
Si s'utilitza la cristal·lografia, o si les temperatures de creixement són més elevades, cosa que donaria un efecte d'entropia, la superfície del cristall es torna rugosa, provocant un nombre més gran de torçaments. Això vol dir que els adàtoms tenen més possibilitats d'arribar a un lloc de torsió, per formar part del cristall. Aquest és el mecanisme normal de creixement.
El contrari, doncs amb una temperatura de creixement més baixa, donaria una superfície llisa, la qual cosa significa que hi ha un nombre més gran de llocs d'adsorció en terrassa. Encara hi ha llocs torçats, però només es troben a les vores dels esglaons. El cristall només creix a través del "moviment lateral dels passos". Aquest tipus de creixement s'anomena mecanisme de creixement de capes. Com creixen els àtoms a la superfície depèn de quina interacció és la més forta o de l'aspecte de la superfície. Si la interacció adatom-adatom és la més forta, és més probable que els adatoms creïn piràmides d'àtoms a la superfície. Si la interacció adàtom-superfície és la més forta, és més probable que els àtoms s'organitzin de manera que creïn capes a la superfície. Però també depèn de l'origen dels passos a la superfície. En total, hi ha cinc tipus diferents de creixement de capes: creixement normal, creixement de flux escalonat, creixement capa per capa, creixement multicapa (o illa tridimensional) i creixement en espiral.

Caminada aleatòria de 2 dimensions d'un àtom de plata sobre una superfície Ag(111).

El creixement del flux esglaonat s'observa en superfícies semblants a escales. Aquestes superfícies tenen una geometria amb esglaons vicinals separats per "terrasses atòmicament planes de baix índex". Quan els adàtoms s'uneixen a les vores dels esglaons, es mouen al llarg de la superfície, fins que troben un lloc de torsió per unir-se per formar part del cristall. Tanmateix, si la densitat de torçament no és prou alta i, per tant, no tots els àtoms arriben a un dels torçaments, es creen passos addicionals, com si hi hagués una superfície plana amb petites illes bidimensionals, a les terrasses, que condueixen a un mode de creixement mixt, que condueix a un canvi en el tipus de creixement de la capa, des del flux gradual fins al creixement capa per capa.
En el creixement capa per capa, la interacció adatom-superfície és la més forta. Es crea una nova capa mitjançant illes 2D, que es crea a la superfície. Les illes creixen fins que s'estenen per tota la superfície, i la següent capa començarà a créixer. Aquest creixement rep el nom de creixement de Frank-Van der Merwe (FM).
En alguns casos, el cicle de creació de noves capes en el creixement capa per capa es trenca per restriccions cinètiques. En aquests casos, el creixement de les capes superiors comença abans que s'acabin les capes inferiors, el que significa que es creen illes tridimensionals. S'inicia un nou tipus de creixement, anomenat creixement multicapa, en lloc del creixement capa per capa. El creixement multicapa es pot dividir en creixement Volmer-Weber i creixement Stranski-Krastanov.
Si la superfície del cristall conté una dislocació del cargol, es podria produir un tipus de creixement diferent, anomenat creixement en espiral. Al voltant de la dislocació del cargol, es veu una forma espiral durant el creixement. Com que la dislocació del cargol provoca una espiral de creixement que no desapareix, és possible que les illes no siguin necessàries per provocar el creixement dels cristalls.
Els adàtoms s'uneixen a la superfície mitjançant epitaxia. En aquest procés, es creen noves capes d'un cristall mitjançant la unió de nous àtoms. Això pot ser mitjançant una reacció química, o escalfant una nova pel·lícula o centrifugant-la. En general, el que passa és que les partícules que s'utilitzen per formar una nova capa, no sempre seran adsorbides. Per crear enllaços amb la superfície, es necessita energia i no totes les partícules tenen la quantitat d'energia necessària per unir-se a aquesta part de la superfície (per a les diferents parts, es necessiten energies diferents). Si hom té un flux F de partícules entrant, part d'aquest serà adsorbit, donat pel flux d'adsorció
{\displaystyle J_{ads}=sF}
on s aquí és el coeficient d'adhesió. Aquesta variable no només depèn de la superfície i de l'energia de l'àtom entrant, sinó també de la naturalesa química tant de la partícula com de la superfície. Si tant la partícula com la superfície estan fetes d'una substància que reacciona fàcilment amb altres partícules, és més fàcil que els àtoms s'enganxin a la superfície.

## Aplicacions
El 2012, els científics de la Universitat de Nova Gal·les del Sud van poder utilitzar fosfina per expulsar de manera precisa i determinista un sol àtom de silici a una superfície de silici epitaxial. Aquest adatom resultant va crear el que es descriu com un transistor d'un sol àtom. Així, en la mesura que les fórmules empíriques químiques indiquen les ubicacions dels ions ramificats que s'uneixen a una molècula particular, el dopant dels transistors basats en silici i altres components electrònics d'aquest tipus tindran la ubicació identificada de cada àtom o molècula dopant, juntament amb la característica associada de el dispositiu en funció de les ubicacions anomenades. Per tant, el mapeig de les substàncies dopants donarà les característiques exactes de qualsevol dispositiu semiconductors donat, un cop tot se sap.
Amb la tecnologia disponible avui dia és possible crear una cadena lineal d'àtoms sobre una pel·lícula epitaxial. Amb això, es poden analitzar situacions teòriques.
A més, Usami et al. van poder crear pous quàntics afegint àtoms de Si a un cristall a granel de SiGe. Dins d'aquests pous van observar fotoluminescència dels excitons que estaven confinats en aquests pous.